# Alessandro Quarta (dirigent)
Alessandro Quarta is een Italiaanse dirigent, componist, zanger en musicoloog. Hij is ook oprichter van het ensemble Concerto Romano.

## Biografie
In 2004 was Quarta gastcurator van Musical nel Chiostro, een operafestival in Grossetto. Tussen 2007 en 2012 was hij kapelmeester van de Accademia dei Virtuosi al Pantheon in het Pantheon in Rome. Daarna werd hij kapelmeester in de Santa Lucia al Gonfalone in Rome.
Als leraar gaf hij canto scenico-zangles aan de Scuola di Recitazione ‘Fondamenta’ in Rome en lessen madrigaal en oratorium aan de zomeracademie van de Fondazione Italiana per la Musica Antiqua (FIMA) in Urbino. Hij gaf in 2013 masterclasses ensemblezang, aan het Conservatorio Licinio Refice in Frosinone en aan de Hochschule für Musik und Tanz Keulen in 2014. Verder gaf hij masterclasses aan de Eastman School of Music, Conservatorio Evaristo Felice Dall'Abaco in Verona, Hochschule für Musik und Tanz Köln en Hochschule für Künste Bremen.
Sinds 2014 is Quarta gastdirigent van het vocale ensemble Ars Nova in Salamanca. In Europa werkte hij als gastdirigent met ensembles zoals Orchestra Nazionale Barocca dei Conservatori Italiani, het Kurpfaelzisches Kammerorchester uit Mannheim, Opernhaus Kiel, Teatro Comunale Claudio Abbado in Ferrara en Choeur Emelthée uit Lyon. In de Verenigde Staten werkte hij met het Boston Early Music Festival ensemble, Carissimi Consortium, Exultemus en Blue Heron. Sinds 2015 is hij een van de dirigenten van het Radio3-suite muziekprogramma dat uitgezonden wordt op Rai 3.
Als musicoloog verricht hij onderzoek naar het ongepubliceerde repertoire van de Romeinse School uit de 16e en 17e eeuw. Hij publiceerde onder meer een revisie van Mestissime Jesu van de Italiaanse barokmuziekcomponist Marco Marazzoli. Daarnaast is hij medewerker aan het Istituto Bibliografico Musicale Italiano. Sinds 2016 is hij artistiek directeur van de uitgaves Florida Verba van de Fondazione Italiana per la Musica Antiqua (FIMA).

## Concerto Romano
In 2006 richtte Quarta het ensemble Concerto Romano op, naar aanleiding van een project rond de barokcomponist Francesco Foggia (1603-1688). Vervolgens specialiseerden ze zich in het Italiaanse repertoire uit Rome tussen 1500 en 1700. De kern van het gezelschap bestaat uit zangers Luca Cervoni (tenor) en Giacomo Farioli (bas), naast Paolo Perrone (viool), Serena Bellini (fluit), Andrea Inghisciano (kornet), Giovanni Battista Graziadio (fagot en dulciaan), Luca Marconato (teorbe en gitaar), Francesco Tomasi (teorbe en gitaar), Andrea Buccarella (orgel en klavecimbel), Rebeca Ferri (cello) en Matteo Coticoni (contrabas).
Concerto Romano concerteerde in het Wiener Konzerthaus, Sagra Musicale Umbra, Accademia Filarmonica Romana, Società del Quartetto di Milano, Kölner Philharmonie, Muziekgebouw Amsterdam, Musica Sacra Maastricht, De Bijloke in Gent en deSingel in Antwerpen. Ze speelden op festivals zoals Resonanzen in Wenen, Styriarte in Stiermarken, Osterfestival Imago Dei in Krems, Herrenchiemsee Festspiele, Händel-Festspiele Karlsruhe, Mozartfest Würzburg, Rheingau Musik Festival, RheinVokal, WDR-Funkhaus, Aequinox Musiktage, Händel Festspiele Göttingen, Händel Festspiele Halle, Musikfest Bremen, Thüringer Bachwochen, Musikfest Stuttgart, Musica Sacra Maastricht, Festival Alter Musik Zürich en Boston Early Music Festival.
Concerto Romano maakte radio-opnames voor de WDR, Deutschlandfunk, Radio Vaticana, ORF, FranceMusique en de Spaanse en Litouwse radio.
Quarta en Concerto Romano namen drie cd's op, voor Christophorus Records. Luther in Rom: Der Klang der Ewigen Stadt anno 1511 verscheen in 2012 en bevat muziek van Joan Ambrosio Dalza, Josquin Des Prez, Costanzo Festa, Johannes Hesdimois, Filippo de Lurano en Jean Mouton. Sacred music for the Poor verscheen in 2014 en kreeg de Prix Caecilia 2015. Sete di Christo, hun uitvoering van Bernardo Pasquini, verscheen in 2015 en werd bekroond met de Diapason d'or 2016.

## Onderscheidingen
- De cd's Luther in Rom, Sacred Music for the Poor en Sete di Christo werden genomineerd voor de Preis der Deutschen Schallplattenkritik.
- Sacred music for the Poor won de Prix Caecilia 2015.[20]
- Sete di Christo won de Diapason d'Or 2016.

- Bibliothèque nationale de France: cb166742093 (data)
- Gemeinsame Normdatei: 1147057249
- International Standard Name Identifier: 0000 0004 0315 4515
- Library of Congress Control Number: n2013053268
- MusicBrainz: bfcf2398-afa2-4d97-8137-b66732d839b3
- Système universitaire de documentation: 197081347
- Virtual International Authority File: 299721775
- WorldCat: E39PBJmxXDxGHHkvm4tWr6bfMP